# Secretário da Presidência da Liga dos Comunistas da Iugoslávia
O Secretário da Presidência do Comitê Central da Liga dos Comunistas da Iugoslávia (LCI) era o líder administrativo da Presidência da Liga dos Comunistas da Iugoslávia e trabalhava junto com o Presidente da Liga dos Comunistas da Iugoslávia para liderar o órgão acima mencionado.
Um antecessor deste cargo, o Secretário do Bureau Executivo, existiu de 1966 a 1969.

## Titulares
| N°. | Nome                      | Posse                   | Fim do Mandato          | Duração          | Mandato Eleitoral | Nascimento | Morte | Filiação ao Partido | Filial               | Etnia        | Ref.   |
| --- | ------------------------- | ----------------------- | ----------------------- | ---------------- | ----------------- | ---------- | ----- | ------------------- | -------------------- | ------------ | ------ |
| 1   | Mijalko Todorović         | 4 de outubro de 1966    | 15 de março de 1969     | 2 anos, 162 dias | 9ª (1969–74)      | 1913       | 1999  | 1938                | Sérvia               | Sérvio       | [ 1 ]  |
| 2   | Stane Dolanc              | 27 de janeiro de 1972   | 15 de maio de 1979      | 7 anos, 108 dias | 9ª–11.º (1972–82) | 1925       | 1999  | 1944                | Eslovênia            | Esloveno     | [ 2 ]  |
| 3   | Dušan Dragosavac          | 15 de maio de 1979      | 25 de maio de 1981      | 2 anos, 10 dias  | 11.º (1978–82)    | 1919       | 2014  | 1940                | Croácia              | Sérvio       | [ 3 ]  |
| 4   | Dobroslav Čulafić         | 25 de maio de 1981      | 29 de junho de 1982     | 1 ano, 35 dias   | 11.º (1978–82)    | 1926       | 2011  | 1944                | Montenegro           | Montenegrino | [ 4 ]  |
| 5   | Nikola Stojanović         | 29 de junho de 1982     | 26 de junho de 1984     | 1 ano, 363 dias  | 12.º (1982–86)    | 1933       | 2020  | 1952                | Bósnia e Herzegovina | Sérvio       | [ 5 ]  |
| 6   | Dimče Belovski            | 26 de junho de 1984     | 28 de junho de 1986     | 2 anos, 2 dias   | 12.º (1982–86)    | 1923       | 2010  | 1943                | Macedônia            | Macedônio    | [ 6 ]  |
| 7   | Radiša Gačić              | 28 de junho de 1986     | 30 de junho de 1988     | 2 anos, 2 dias   | 13.º (1986–90)    | 1938       |       | 1957                | Sérvia               | Sérvio       | [ 7 ]  |
| 8   | Štefan Korošec            | 30 de junho de 1988     | 16 de fevereiro de 1990 | 1 ano, 231 dias  | 13.º (1986–90)    | 1938       | 2014  | 1947                | Eslovênia            | Esloveno     | [ 8 ]  |
| 9   | Petar Škundrić (interino) | 16 de fevereiro de 1990 | 26 de maio de 1990      | 99 dias          | 13.º (1986–90)    | 1947       |       | 1965                | Sérvia               | Sérvio       | [ 9 ]  |
| 10  | Predrag Jereminov         | 26 de maio de 1990      | 22 de janeiro de 1991   | 241 dias         | PROV (1990–91)    | 1954       |       | ?                   | Voivodina            | Sérvio       | [ 10 ] |